# Com2uS Holdings
Com2uS Holdings（カムツス・ホールディングス、朝: 컴투스홀딩스）は、韓国のモバイルゲーム会社。旧社名はGAMEVIL。Com2uSの持株会社である。

## 概要
2000年にソウル大学在学中のソン・ビョンジュンが、15人の学生とともに無料ゲームサイトの運営会社Fitsnetを起業したのが始まり。翌2001年に社名をGAMEVILに変更し、その後60以上のゲームを製作している。
2013年にライバルのCom2uSを買収した。2017年、日本法人であったゲームヴィルジャパンはCom2uS JAPANと合併し、GAMEVIL COM2US Japanとなった。
2021年、社名をGAMEVILからCom2uS Holdingsに変更。これに伴い日本法人のGAMEVIL COM2US Japanは、社名をCom2uS Japanへと変更した。

## ゲーム
日本国内におけるゲームアプリのサポートおよび運営は、子会社のCom2uSとの合弁日本法人Com2uS Japanによって行われている。

### 配信中
- フィッシングスーパースターズ（2012年5月24日[5] - ）
- クリティカ ～天上の騎士団～（2014年7月17日[6] - ）
- カートゥーンウォーズ3（2016年1月27日[7] - ）
- 光を継ぐ者（2018年3月7日[8] - ）
- ヴェンデッタ（2018年10月18日[9] - ）
- エルン ジェネシス（2019年7月24日[10] - ）
- ベースボールスーパースターズ（2020年8月25日[11] - ）
- アルカナタクティクス（2021年3月9日[12] - ）
- エターナルサガ : 亡国の傭兵団（2022年3月8日[13] - ）
- ウォーキング・デッド：オールスターズ（2022年9月1日[14] - ）
- サヨナラエラ（2022年11月10日[15] - ）
- 光を継ぐ者：エクリプス（2023年9月13日[16][17] - ）
- ソウルストライク（2024年1月17日[18][19] - ）

### 国外配信
国内向けのアプリストアでは配信されていないが、海外のストア内で配信されており、野良アプリとして導入することでゲームプレイが可能。
- ゼノニア4（2011年12月21日[20] - ）
- ゼノニア5（2012年11月3日[20] - ）
- ベースボールスーパースターズ2012（2012年1月26日[20] - ）
- ベースボールスーパースターズ2013（2013年1月10日[20] - ）
- モンスターウォーロード（2012年11月1日[20] - ）
- Cartoon Wars: Blade（2012年9月27日[20] - ）
- Slime Hunter : Wild Impact（2019年1月21日[21] - ）
- Slime Hunter : Idle Warrior（2022年2月10日[20] - ）
- Tracksuit Hero : AFK（2021年1月20日[20] - ）
- Chromatic Souls : AFK Raid（2022年2月10日[20] - ）

### 韓国語専用
- 별이되어라![注 1]（星になれ！）
- 정통맞고 2012（本格フィット2012）
- 청년 용사 김덕후 키우기（勇者キム・ドクフ育成）
- 이터널 삼국지（エターナル三国志）

### 配信終了予定
- ドラゴンスラッシュ（2015年5月14日[22] - 2025年8月25日[23]）

### 配信終了
- カートゥーンウォーズ[注 2]（2009年）
- カートゥーンウォーズ2[注 2] (2010年）
- ゼノニア（2009年）
- ゼノニア2（2010年）
- ゼノニア3（2011年）
- ゼノニアS（2015年11月4日 - 2017年12月27日）
- クロマティックソウル（2015年11月17日 - 2018年8月31日）
- ガーディウス・エンパイア（2018年5月30日[24] - 2019年4月3日[25]）
- スカイランダーズ リング・オブ・ヒーローズ（2021年3月25日[26] - 2022年2月28日[27]）
- ランダム・ポーカー・ディフェンス : デュエル（2022年1月11日 - 2022年12月23日）